# Lijst van nummer 1-hits in Nieuw-Zeeland in 2020
Deze hits stonden in 2020 op nummer 1 in de RIANZ Top 40, de bekendste hitlijst in Nieuw-Zeeland.
| Datum        | Artiest                        | Titel                            |
| ------------ | ------------------------------ | -------------------------------- |
| 6 januari    | Tones and I                    | Dance monkey                     |
| 13 januari   | Tones and I                    | Dance monkey                     |
| 20 januari   | Justin Bieber                  | Yummy                            |
| 27 januari   | Justin Bieber                  | Yummy                            |
| 3 februari   | Roddy Ricch                    | The box                          |
| 10 februari  | Roddy Ricch                    | The box                          |
| 17 februari  | Roddy Ricch                    | The box                          |
| 24 februari  | Justin Bieber & Quavo          | Intentions                       |
| 2 maart      | Justin Bieber & Quavo          | Intentions                       |
| 9 maart      | L.A.B.                         | In the air                       |
| 16 maart     | L.A.B.                         | In the air                       |
| 23 maart     | L.A.B.                         | In the air                       |
| 30 maart     | The Weeknd                     | Blinding lights                  |
| 6 april      | The Weeknd                     | Blinding lights                  |
| 13 april     | The Weeknd                     | Blinding lights                  |
| 20 april     | Drake                          | Toosie slide                     |
| 27 april     | The Weeknd                     | Blinding lights                  |
| 4 mei        | SAINt JHN                      | Roses (Imanbek remix)            |
| 11 mei       | SAINt JHN                      | Roses (Imanbek remix)            |
| 18 mei       | Ariana Grande & Justin Bieber  | Stuck with U                     |
| 25 mei       | DaBaby & Roddy Ricch           | Rockstar                         |
| 1 juni       | DaBaby & Roddy Ricch           | Rockstar                         |
| 8 juni       | DaBaby & Roddy Ricch           | Rockstar                         |
| 15 juni      | DaBaby & Roddy Ricch           | Rockstar                         |
| 22 juni      | DaBaby & Roddy Ricch           | Rockstar                         |
| 29 juni      | Jawsh 685 & Jason Derulo       | Savage love (Laxed - siren beat) |
| 6 juli       | Jawsh 685 & Jason Derulo       | Savage love (Laxed - siren beat) |
| 13 juli      | Jawsh 685 & Jason Derulo       | Savage love (Laxed - siren beat) |
| 20 juli      | Jawsh 685 & Jason Derulo       | Savage love (Laxed - siren beat) |
| 27 juli      | Jawsh 685 & Jason Derulo       | Savage love (Laxed - siren beat) |
| 3 augustus   | Jawsh 685 & Jason Derulo       | Savage love (Laxed - siren beat) |
| 10 augustus  | Jawsh 685 & Jason Derulo       | Savage love (Laxed - siren beat) |
| 17 augustus  | Jawsh 685 & Jason Derulo       | Savage love (Laxed - siren beat) |
| 24 augustus  | Cardi B & Meghan Thee Stallion | WAP                              |
| 31 augustus  | Cardi B & Meghan Thee Stallion | WAP                              |
| 7 september  | Cardi B & Meghan Thee Stallion | WAP                              |
| 14 september | Cardi B & Meghan Thee Stallion | WAP                              |
| 21 september | Cardi B & Meghan Thee Stallion | WAP                              |
| 28 september | Cardi B & Meghan Thee Stallion | WAP                              |
| 5 oktober    | 24kGoldn & Iann Dior           | Mood                             |
| 12 oktober   | 24kGoldn & Iann Dior           | Mood                             |
| 19 oktober   | 24kGoldn & Iann Dior           | Mood                             |
| 26 oktober   | 24kGoldn & Iann Dior           | Mood                             |
| 2 november   | Ariana Grande                  | Positions                        |
| 9 november   | Ariana Grande                  | Positions                        |
| 16 november  | 24kGoldn & Iann Dior           | Mood                             |
| 23 november  | Billie Eilish                  | Therefore I am                   |
| 30 november  | 24kGoldn & Iann Dior           | Mood                             |
| 7 december   | 24kGoldn & Iann Dior           | Mood                             |
| 14 december  | L.A.B.                         | Why oh why                       |
| 21 december  | L.A.B.                         | Why oh why                       |
| 28 december  | L.A.B.                         | Why oh why                       |